# Palacio Querini Benzon
El palacio Querini Benzon es un edificio histórico italiano  situado en el sestiere de San Marco en Venecia. Se asoma al Gran Canal por su margen izquierda, en la confluencia del rio de Ca' Michiel, enfrente del palacio Bernardo y del palacio Querini Dubois.

## Historia
El edificio se construyó a principios del siglo XVIII sobre los cimientos de uno anterior del periodo gótico y se hizo popular gracias a Marina Querini (1757-1839), noble italiana casada con Pietro Giovanni Benzon, la cual, en el periodo del final de la República de Venecia, hizo de su residencia uno de los más renombrados salones literarios de Venecia, frecuentada por los más importantes artistas de la época, como Lord Byron o Ugo Foscolo.

## Descripción
El palacio, sin particulares virtudes arquitectónicas, presenta un portal al nivel del agua con escalinata, una planta noble con polífora de cuatro aberturas en arco de medio punto a la que acompañan dos pares de monóforas, todas ellas con un pequeño balcón.
La construcción de la segunda planta noble se realizó en 1897, imitando a la primera, pero con menos prestancia y a costa de sacrificar el antiguo lucernario que coronaba la cubierta.
Sobre la cornisa, en posición central, hay una terraza con balaustre. Toda la fachada está revocada, a excepción de la planta baja que es de piedra vista, excluido el entresuelo.